# Рензенски договор
Рензенският договор (на немски: Kurverein von Rhense) представлява указ, издаден на 16 юли 1338 и започнат от архиепископа на Триер, Балдуин Люксембургски, брат на по-късния император Хайнрих VII. Шестима избиратели се срещат в Рензе, за да подкрепят император Лудвиг IV в своята борба срещу папството. Лудвиг, избраник на Гвелфи и гибелини, включващи поддръжници на Люксембург и Вителсбах, бива коронован само от кардинал, архиепископ и римски сенатор изцяло против волята на папата.
Въпреки по-ранното наличие на избирателната система за император на Свещената римска империя, сега се изяснява, че изборът на всички или на мнозинството от избиратели автоматично получава имперската титла и управлява империята без потвърждението на папата. Избирателите решават, че „Лудвиг е пълноправно избран за крал на римляните, а неговата власт (в Германското кралство) не зависи от волята на папата.“
Златният бик от 1356 е вече определил процедурите по избирането на император преди 18 години.
Договорът не бива да се бърка с друго събрание на избирателите в Рензе (20 август 1400 г.), имайки намерението да се отърват от крал Венцел, за когото смята, че е недостоен.